# Los que volvieron de allá
Los que volvieron de allá es una historieta de 1987 del autor español Francisco Ibáñez perteneciente a su serie Mortadelo y Filemón.

## Trayectoria editorial
La historieta se editó serializada en Mortadelo 182 a 188 en 1987. Más tarde completa en Alemania en 1988, sin embargo, por razones desconocidas, Ediciones B no la editó en un mismo álbum completa hasta 1991 en Ole nº395M241. Y en 1993 se publicó en álbum en el n.º 31 de la Colección Olé.

## Sinopsis
El doctor Bacílez ha puesto a punto un compuesto químico mediante el cual logra copias de seres monstruosos (Drácula, el pirata Drake, Atila, Frankenstein, etc.). Esos monstruos los emplea para delinquir. Mortadelo y Filemón deberán detener a los monstruos y frustrar los planes del profesor.